# Baakensmoor
Das Baakensmoor ist ein Naturschutzgebiet in der niedersächsischen Gemeinde Voltlage in der Samtgemeinde Neuenkirchen im Landkreis Osnabrück.
Das Naturschutzgebiet mit dem Kennzeichen NSG WE 149 ist 17,5 Hektar groß. Es liegt südöstlich von Voltlage und stellt den Rest eines entwässerten Hochmoores unter Schutz. Im Schutzgebiet, das größtenteils von landwirtschaftlichen Nutzflächen umgeben ist, wird von Birkenwald sowie Pfeifen- und Wollgras geprägt. Im „Baakensmoor“ befinden sich mehrere Schlatts.
Das Gebiet steht seit dem 3. März 1984 unter Naturschutz. Zuständige untere Naturschutzbehörde ist der Landkreis Osnabrück.